# ماری آتماجیان
ماری میهرانی آتماجیان (ارمنی: Մառի Միհրանի Աթմաճյան؛ ارمنی غربی: Մարի Աթմաճեան؛ انگلیسی: Mari AtmaCean؛ زادهٔ ۱۹ مارس ۱۹۱۳ - درگذشته ۱۳ ژوئن ۱۹۹۹)، شاعر و نویسنده اهل ارمنستان بود. وی عضو حزب کمونیست فرانسه بود.

## زندگی‌نامه
وی در ۱۹ مارس ۱۹۱۳ در بافرا به دنیا آمد. وی پس از قتل پدرش در جریان قتل‌عام و تبعید ارامنه در سال ۱۹۱۵، در پرورشگاه‌ها بزرگ شد. وی از مدرسه دپروتساسر، مدرسه فرانسوی سالونیک و دانشگاه پاریس فارغ‌التحصیل شد. وی خواهر گقام آتماجیان بود. در سال ۱۹۲۶ به صورت دایمی مقیم فرانسه شد. اولین اشعار مجله‌های ادبی Jank و Mšakoyt به چاپ رسید در  وی در ۱۳ ژوئن ۱۹۹۹ در سن ۸۶ سالگی در پاریس درگذشت و در روزنی سو بوآ به خاک سپرده شد.

## نگارخانه

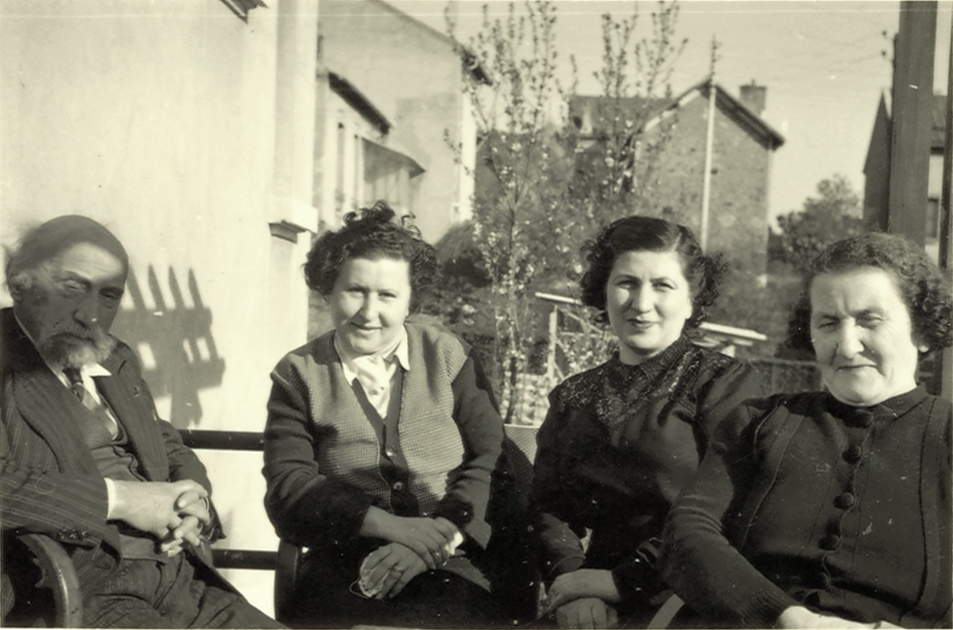
آرشاک چوبانیان و ماری آتماجیان
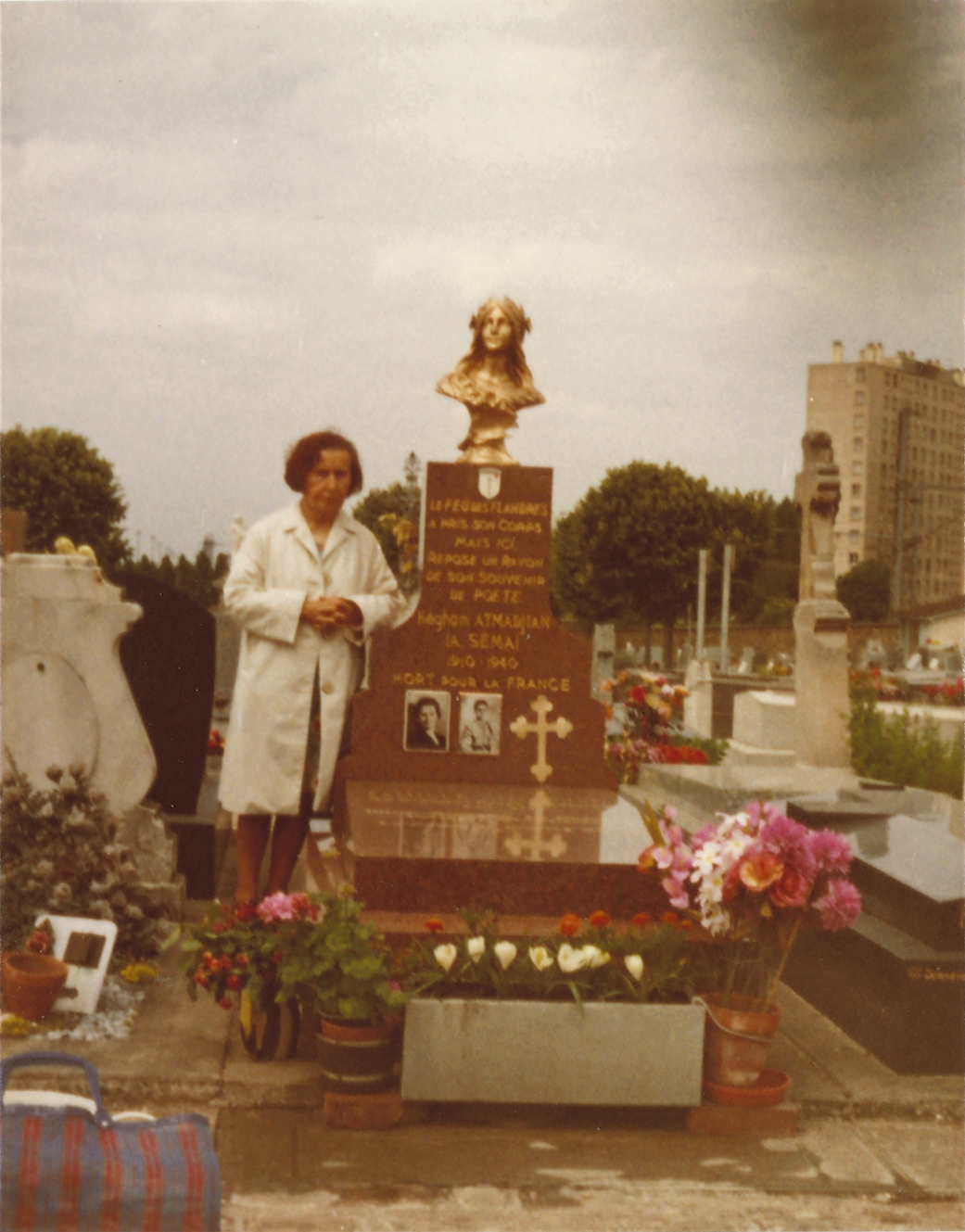
ماری آتماجیان در کنار آرامگاه خانوادگی‌اش
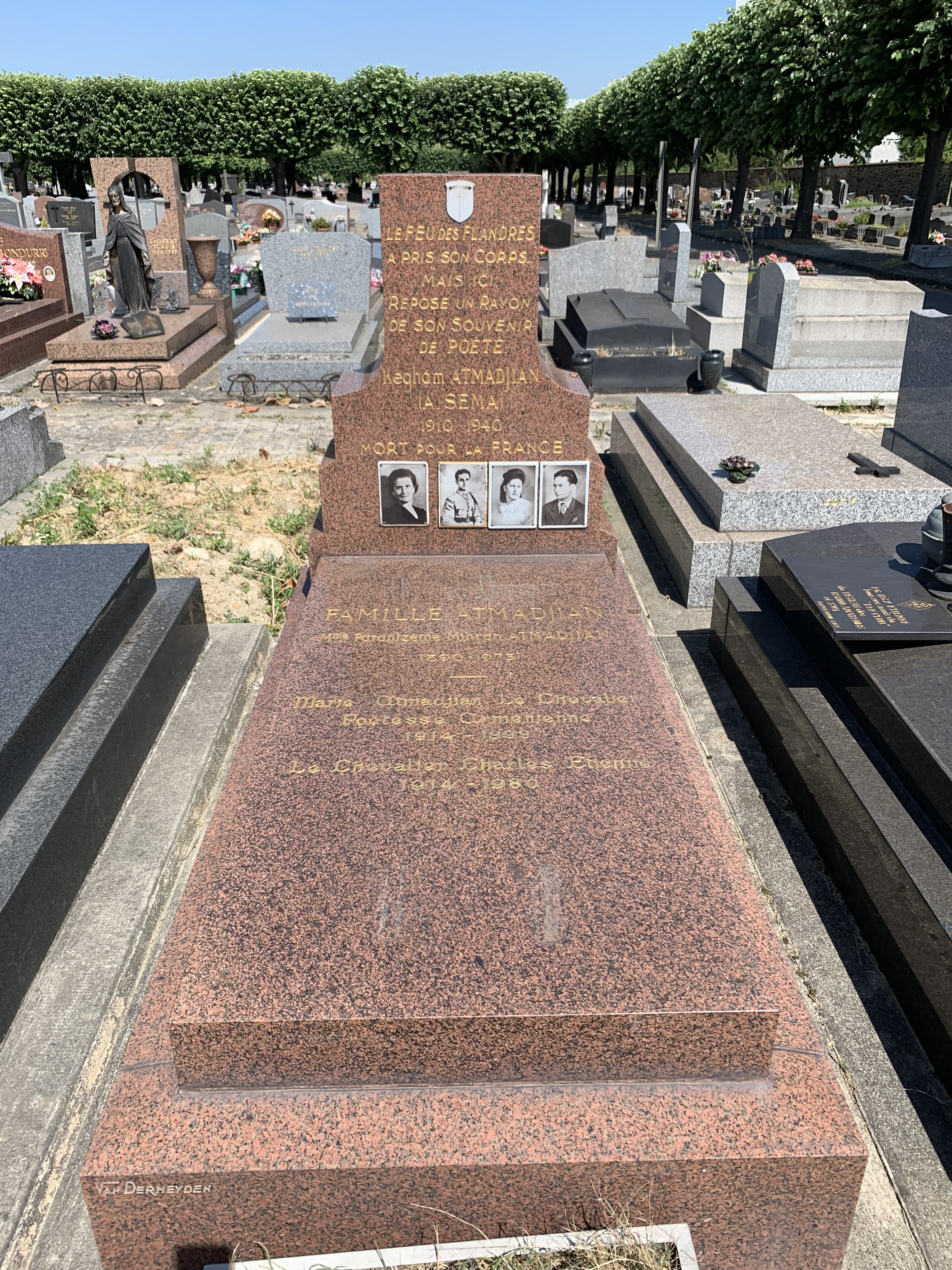
آرامگاه ماری آتماجیان

## یادداشت
1. ↑  A Reference Guide to Modernb Armenian Literature, 1500-1920
2. ↑  Ով ով է. հայեր (կենսագրական հանրագիտարան: Երկու հատորով)/Հայկական համառոտ հանրագիտարան